# José Ignacio Rodríguez
José Ignacio Rodríguez, conocido como el Chango Rodríguez (Córdoba, Argentina; 31 de julio de 1914 – 7 de octubre de 1975), fue un folclorista cantautor argentino. Es autor de canciones destacadas del folclore argentino, como «Luna cautiva», «Vidala de la copla», «De Alberdi», «De mi madre», «De Simoca», «Noche de carnavales» y «Zamba de abril» entre muchas otras.

## Biografía
De padre catamarqueño y madre riojana, estudió en el colegio San José de Villa del Rosario. De joven fue jugador del equipo de fútbol Rioja Junior, de La Rioja.
Estaba casado con Lidia Haydée Margarita Bay a quien se apoda "La Gringa», fallecida en 2008, quien inspiró su obra más conocida, la zamba «Luna cautiva», compuesta mientras purgaba una pena de cuatro años (1963-1967) en el pabellón 11 de la penitenciaria de San Martín, acusado de un homicidio, del que finalmente fue indultado por el presidente de facto, Juan Carlos Onganía, con el Indulto que llevó el N.º 5030. Tuvo cuatro hijos, Claudia Alejandra Rodríguez Bay, Marcos Alberto Rodríguez, María Argentina Rodríguez y Matilde Adriana Rodríguez.
Su afición por la música comenzó desde chico, siendo su madre María Rivolta, directora de la escuela de Matorrales y maestra de guitarra, quien le enseñó los primeros acordes. Eduardo Toberán fue su seudónimo artístico hasta que su padre le profesó su disgusto con su cambio de nombre, hecho por el cual volvió a su nombre auténtico.
Su primera composición fue a través de un sueño; en el sueño había un hombre reclinado debajo de un árbol que cantaba «Vidala tengo una copla, no me la vas a quitar»; de hecho así se llamó su primera obra, «Vidala tengo una copla», que es una vidala chayera que grabó en 1963 en el disco Los Calchaquis chantent Atahualpa Yupanqui en colaboración con Los Calchakis. 
A fines de la década del 1930 realizó su primera presentación en La Rioja, para dirigirse luego a Buenos Aires, donde obtuvo sus primeros éxitos. Luego viajó a Bolivia y Perú, donde estudió literatura entre los años 1940 y 1945, y compuso "La Chusquisaca» (cueca) y «Chicheriar del Cusco» (huayno). Allí integró el trío Los Tres de la Cantina con Roberto Sarrión y Lito Soria, a quienes conociera en LV2 Radio General Paz, donde el músico tenía un programa en 1969, llamado «El fogón de los arrieros».
En una entrevista realizada por el Nuevo Diario (Santa Fe, 29 de agosto de 1969) el Chango expresaba su inquietud por preservar la música folclórica como un género popular vigente, sobre todo entre los jóvenes:

"...Mi inquietud se proyecta en la creación de una música popular bailable y de nuevos ritmos que atraigan a la juventud, tomando siempre como punto de partida a la más típica expresión argentina, el Folklore. Véalo con el sentido de lo bailable..."

## Condena por homicidio. La noche del crimen

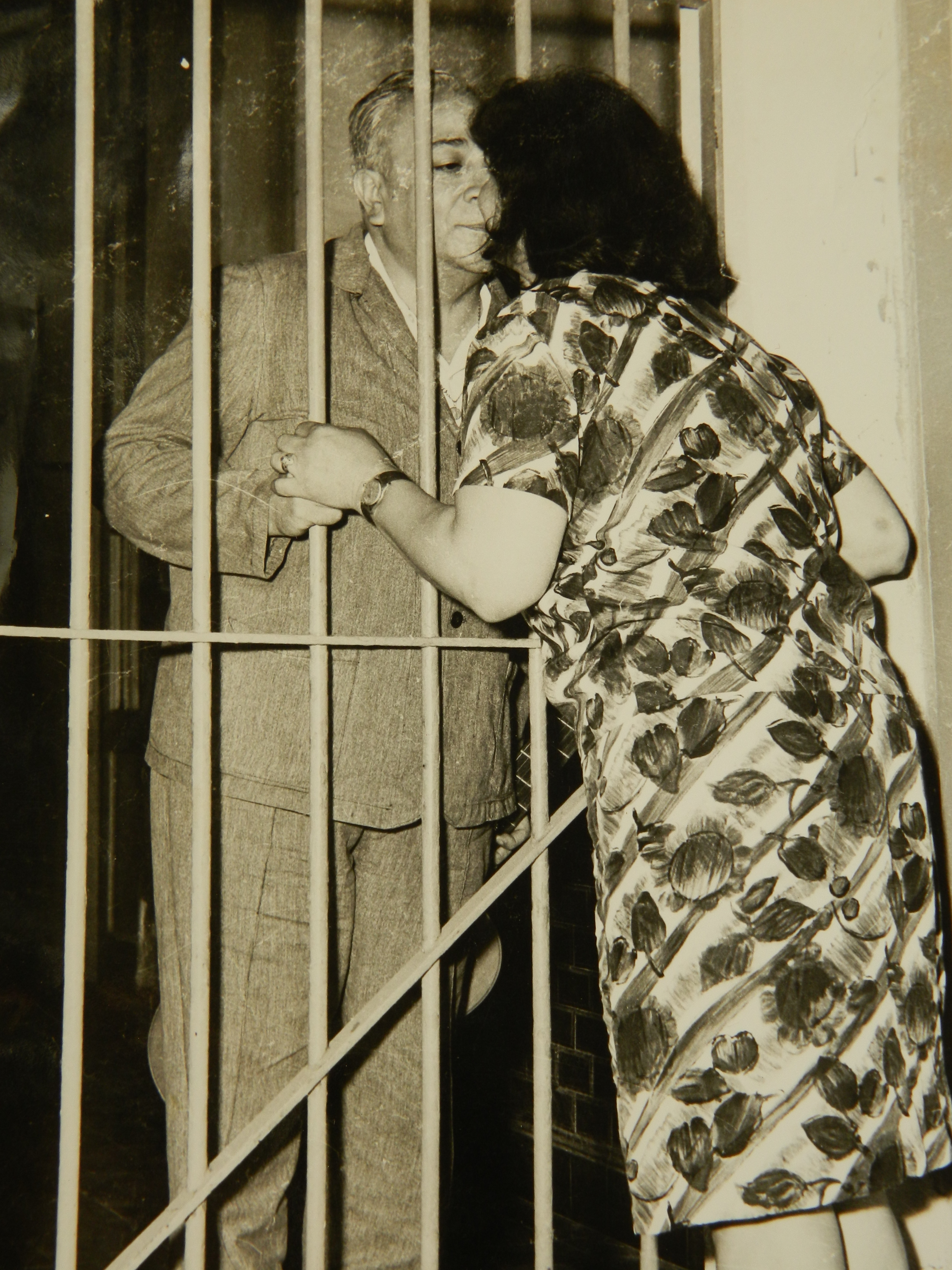
La Gringa visita al Chango Rodríguez en la cárcel

«La Gringa» estuvo en la reunión donde se desató la pelea que terminó con el crimen de Juan «Loro» Álvarez, quien era, además de compadre de Rodríguez, el encargado de cuidar los caballos de carrera del músico. Comieron un asado el 11 de diciembre de 1963 por el cumpleaños del ahijado del folclorista, quien en la cena tocó la guitarra. Aunque la pelea empezó porque un asistente a la cena acusó a Rodríguez de hacer propias canciones ajenas, el final trágico fue por dinero. «Tenían que viajar a San Luis, y cuando subieron al auto mi papá se dio cuenta de que le faltaba la plata que le habían pagado como adelanto por un nuevo trabajo. Mi mamá siempre se quejaba de “la maldita costumbre de ponerla en el bolsillo de la camisa”, así que bajó a buscarla en la casa», relató su hija oportunamente. «Como demoraba en volver —continuó relatando la mujer—, él se bajó del auto con el arma para amedrentar a la persona que se la había quedado, y en un forcejeo se escuchó un disparo. Podría haberle dado a mi mamá, que estaba al lado, pero la bala mató a otro. Todo eso está en el expediente».
El dinero se lo había pagado la discográfica Philips como adelanto del disco que estaba preparando, titulado Soy de la Docta. La zamba «A la sombra de mi madre» fue la que encendió la mecha. Rodríguez la cantó, pero no mencionó a sus autores, Juan Carlos Carabajal y Crisóforo Juárez, y se enojó cuando se lo recriminaron, hasta tal punto que hubo puñetazos con los invitados. Cuando salió con Lidia, se dieron cuenta de la falta de dinero, unos 30.000 pesos de entonces. Otra versión dice que «La Gringa» aseguró que el arma estaba en el auto, pero la Cámara del Crimen, que dictó una condena a doce años de prisión por homicidio simple y abuso de arma en concurso real, determinó que Rodríguez fue hasta su casa a buscar la pistola calibre 45. Por eso lo acusó de premeditación. La causa tuvo imputados también a Ramón Altamirano, Uladislao Delfor Vera y Dionisio Funes, por lesiones leves en riña contra el músico. Y Reyna Pérez de Estrada fue acusada de defraudación atenuada, porque tenía los 30.000 pesos que le faltaban a Rodríguez, quien al otro día se entregó a la policía. La familia de Álvarez nunca quiso hablar del hecho, prefiriendo atenerse al dictamen de la justicia y no hacer comentarios. Sobre el crimen del chango Rodríguez, se escribieron dos libros, La historia no contada, de Fernando Sánchez, esposo de Claudia Rodríguez Bay, que relata el hecho basado en la declaración de «la Gringa» y lo que significó Rodríguez para el folclore, y Chango, de Federico Racca, nieto de un íntimo amigo de Gerardo López, cantante de Los Fronterizos, en cuya casa, en Unquillo, Rodríguez pasó todo el día del crimen. Las publicaciones tienen diferencias. Mientras el yerno asegura que el músico no estaba alcoholizado porque tenía que manejar hasta San Luis para participar de una Peña, Racca cuenta que «pasaron el día cantando y tomando» en Unquillo, desde donde Rodríguez se fue a la otra fiesta. Racca admitió que en su historia prefirió quedarse «con el mito», y por eso no avanza sobre el expediente judicial. «Tomo elementos de varias partes. Del relato de mi abuela y del chofer del músico, y lo cuento a través de la voz de un tercero», explicó al respecto. 

## Algunos temas grabados
A San Javier (Zamba); «De Alberdi» (Zamba); Burbuja (Ritmo Moderno); «Del Cordobés» (Chacarera); Cabeza Colorada (Bailecito); Carnavalera (Carnaval Moderno); «Marea del Estudiante» (Marea, dedicada al estudiante desaparecido en el cordobazo Santiago Pampillón); Gaviota de Puerto (Zamba); La Embalzamada (Chacarera); Nenita (Takirari); Zamba de Abril (Zamba); Amigos Porque No Han Venido (Ritmo Carpero); Candiles Nocheros (Zamba); De Simoca (Zamba); El Mundial (Aire de Gato), entre otras.
A su hija Claudia Alejandra Rodríguez Bay le compuso la zamba "Niña de cara morena»; y al club de fútbol de sus amores, Instituto de Córdoba, le escribió «La Gloria», en ritmo de marea. 

## Discografía
- "Puñado de mis canciones» (LP)
- "Creaciones folklóricas» (LP)
- "Chango Rodríguez» (LP)
- "Los tres de la Cantina» (LP)
- "El soldado desconocido» (LP)
- "Eres mi tentación» (LP)
- "Para ti, Córdoba» (LP)
- "Jacinto Araos» (LP)
- "Amor y juramento» (LP)
- "De Alberdi» (LP)
- "María Cosquín» (SP)
- "Bosques de pinos» (SP)
- "Frutos del silencio" (CD)

## Periodísticas
- Diario, La Voz del Interior. Las grabaciones encontradas del Chango Rodríguez. Jueves 31 de julio de 2008, Córdoba (Argentina).
- El chango que nació joven
- El Chango Rodríguez
- Entre la Balandra y Simoca
- Fuerte y profunda tonada cordobesa
- Preguntas al Chango Rodríguez

- Datos: Q5940577
- Multimedia: Chango Rodríguez / Q5940577